# Aldo Anzuini
Aldo Anzuini (Roma, 29 aprile 1947) è un allenatore di calcio ed ex calciatore italiano.

## Carriera

### Giocatore

Una formazione del Savona 1969-70. Anzuini è in piedi 6º da sinistra

In carriera ha disputato 11 incontri in Serie A con la maglia della Lazio nella stagione 1966-1967. L'anno seguente passa al Vicenza, sempre in massima serie, senza però mai giocare in partite ufficiali; torna quindi alla Lazio, nel frattempo retrocessa in Serie B, ma anche qui non scende mai in campo in nessuna partita di campionato, e viene ceduto al Savona in Serie C. Nella prima stagione con la squadra ligure gioca 29 partite, nella seconda ne disputa 18, mentre nella stagione 1970-1971 gli incontri disputati sono 17.
Dalla stagione 1971-1972 gioca nella Sambenedettese, con cui disputa tre campionati complessivi di terza serie, per un totale di 112 presenze senza nessun gol realizzato; nell'ultima di queste stagioni la squadra conquista inoltre la promozione in Serie B, dove Anzuini gioca per due anni, con complessive 34 presenze.
A partire dalla stagione 1976-1977 scende di categoria, tornando a giocare a Roma nell'ALMAS, terza squadra della capitale, con cui gioca per due anni consecutivi in Serie D, conquistando nella stagione 1977-1978 una promozione in Serie C2, dove gioca per altri 3 anni fino al 1981, anno in cui chiude la sua carriera da calciatore.

### Allenatore
Ha allenato per una stagione L'Aquila e per una stagione l'Astrea.

## Palmarès

### Giocatore
- Campionato italiano di Serie B: 1

Lazio: 1968-1969
- Serie C: 1

Sambenedettese: 1973-1974
- Serie D: 1

ALMAS Roma: 1977-1978